# Elis Ryberg

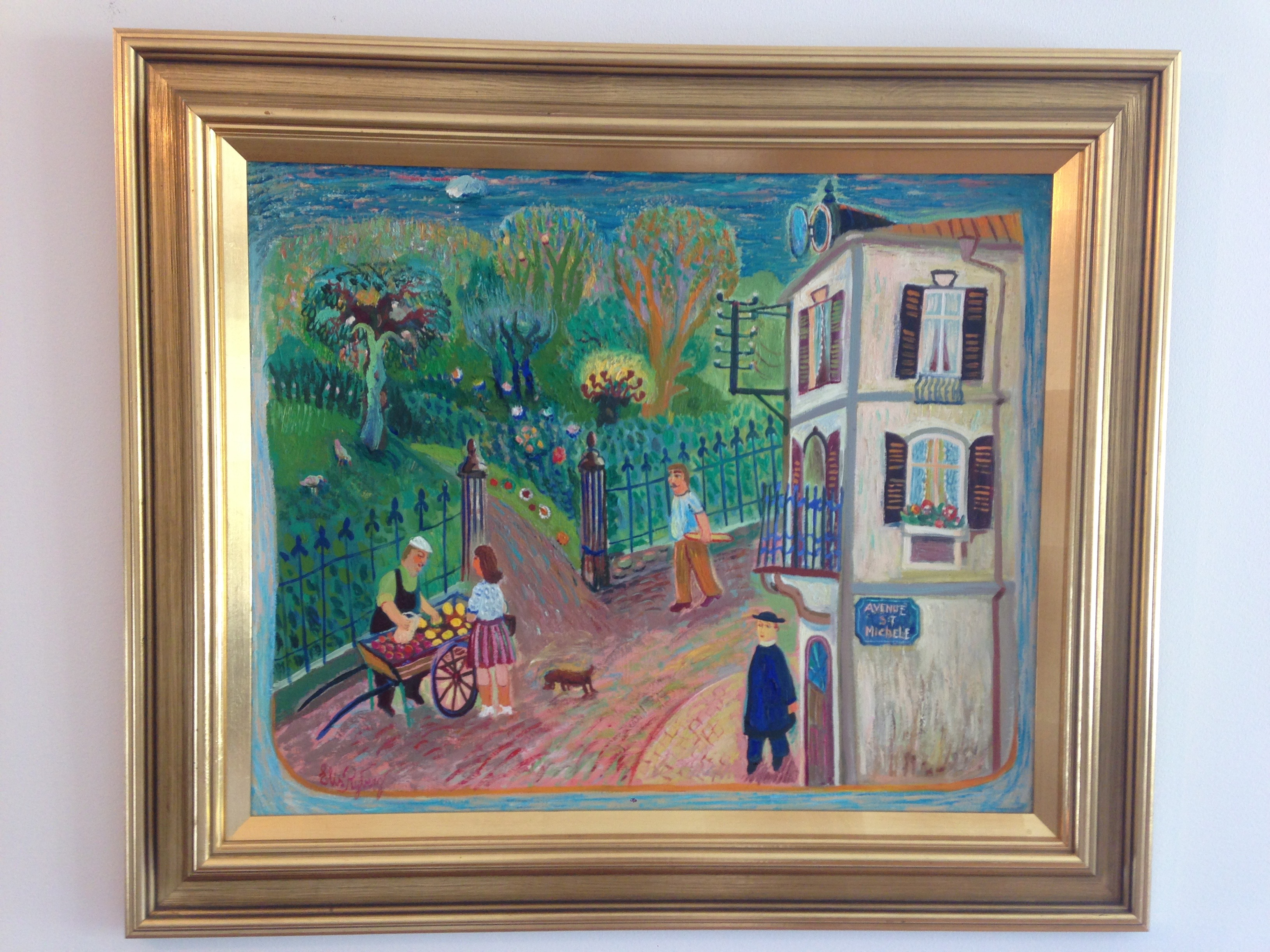
Från Remiremont, signerad Elis Ryberg, olja på duk, cirka 50x60 cm.

Elis Ryberg, född 1919 i Stockholm, död 1985 i Ystad, var en svensk konstnär och grafiker.
Ryberg var autodidakt. Han ansågs främst som naivist och målade av figurer och stadsbilder i en balanserad och klar färgskala.